# شاهين خيري
شاهين خيري (20 أبريل 1980 بإيران - ) هو لاعب كرة قدم إيراني في مركز الوسط. لعب مع نادي استقلال طهران ونادي ذوب آهن أصفهان ونادي سباهان أصفهان ونادي مس كرمان ونادي نفط طهران.

## وصلات خارجية
- شاهين خيري على موقع قاعدة بيانات كرة القدم.إي يو (الإنجليزية)